# Walthall
Walthall és una població dels Estats Units a l'estat de Mississipi. Segons el cens del 2000 tenia 170 habitants.

## Demografia
Segons el cens del 2000, Walthall tenia 170 habitants, 61 habitatges, i 50 famílies. La densitat de població era de 67 habitants per km².
Dels 61 habitatges en un 41% hi vivien nens de menys de 18 anys, en un 68,9% hi vivien parelles casades, en un 6,6% dones solteres, i en un 18% no eren unitats familiars. En el 18% dels habitatges hi vivien persones soles el 9,8% de les quals corresponia a persones de 65 anys o més que vivien soles. El nombre mitjà de persones vivint en cada habitatge era de 2,79 i el nombre mitjà de persones que vivien en cada família era de 3,18.
Per edats la població es repartia de la següent manera: un 31,8% tenia menys de 18 anys, un 10,6% entre 18 i 24, un 25,3% entre 25 i 44, un 21,2% de 45 a 60 i un 11,2% 65 anys o més.
L'edat mediana era de 30 anys. Per cada 100 dones de 18 o més anys hi havia 93,3 homes.
La renda mediana per habitatge era de 31.000 $ i la renda mediana per família de 36.875 $. Els homes tenien una renda mediana de 30.417 $ mentre que les dones 23.750 $. La renda per capita de la població era de 14.903 $. Entorn del 24,6% de les famílies i el 21,2% de la població estaven per davall del llindar de pobresa.

## Poblacions més properes
El següent diagrama mostra les poblacions més properes.